# Giro delle Fiandre 1927
Il Giro delle Fiandre 1927, undicesima edizione della corsa, fu disputato il 3 aprile 1927, per un percorso totale di 217 km. Fu vinto dal belga Gerard Debaets, al traguardo con il tempo di 7h12'30", alla media di 30,100 km/h, davanti ai connazionali Gustave Van Slembrouck e Maurice De Waele.
I ciclisti che partirono da Gand furono 96 mentre coloro che tagliarono il traguardo a Wetteren furono 41.

## Ordine d'arrivo (Top 10)
| Pos. | Corridore              | Squadra        | Tempo    |
| ---- | ---------------------- | -------------- | -------- |
| 1    | Gerard Debaets         | J.B. Louvet    | 7h12'30" |
| 2    | Gustave Van Slembrouck | J.B. Louvet    | a 1'35"  |
| 3    | Maurice De Waele       | Wonder         | a 2'20"  |
| 4    | Leo Degraveleyn        | La Française   | s.t.     |
| 5    | Julien Vervaecke       | Peugeot-Dunlop | s.t.     |
| 6    | Gaston Rebry           | Peugeot-Dunlop | s.t.     |
| 7    | Maurice Depauw         | Thomann-Dunlop | a 5'55"  |
| 8    | Henri Hoevenaars       | Automoto       | a 7'30"  |
| 9    | Georges Ronsse         | Automoto       | a 7'40"  |
| 10   | Leander Gijssels       | Griffon        | a 7'50"  |